# Малая Левка
Малая Левка — река в России, протекает по Пензенской области. Устье реки находится в 15 км по левому берегу реки Лёвка. Длина реки составляет 18 км. Площадь водосборного бассейна — 154 км².

## Данные водного реестра
По данным государственного водного реестра России относится к Донскому бассейновому округу, водохозяйственный участок реки — Ворона, речной подбассейн реки — Хопер. Речной бассейн реки — Дон (российская часть бассейна).
Код объекта в государственном водном реестре — 05010200212107000006298.